# Rudeau-Ladosse

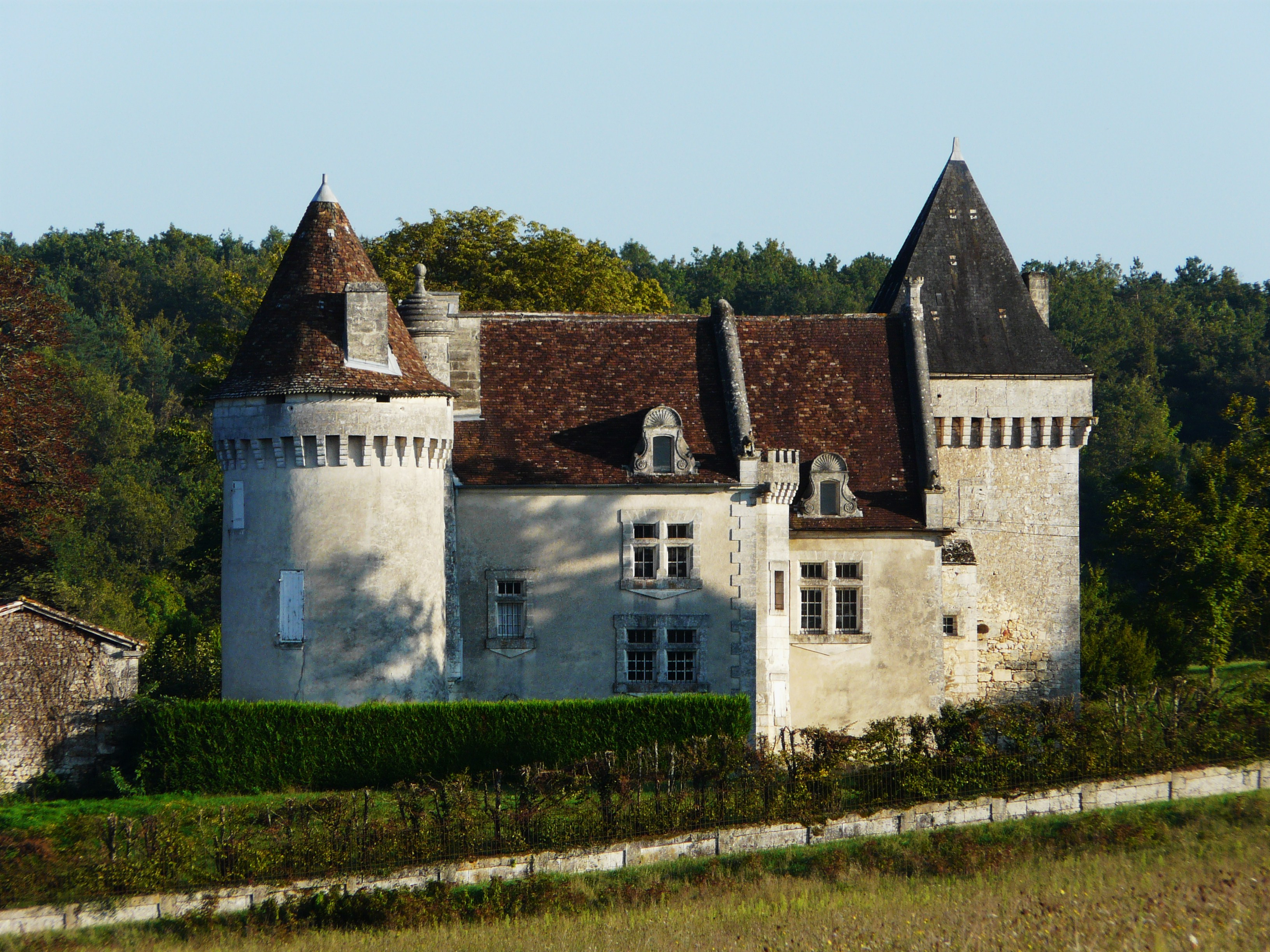
Kasteel

Rudeau-Ladosse is een gemeente in het Franse departement Dordogne (regio Nouvelle-Aquitaine) en telt 167 inwoners (2005). De plaats maakt deel uit van het arrondissement Nontron.

## Geografie
De oppervlakte van Rudeau-Ladosse bedraagt 13,5 km², de bevolkingsdichtheid is 12,4 inwoners per km².
De onderstaande kaart toont de ligging van Rudeau-Ladosse met de belangrijkste infrastructuur en aangrenzende gemeenten.

## Demografie
Onderstaande figuur toont het verloop van het inwonertal (bron: INSEE-tellingen).